# Wolfsleben
Wolfsleben ist ein nicht amtlicher Ortsname im Gemeindegebiet von Neuching im oberbayerischen Landkreis Erding.
Der Ort liegt an der Mündung des Kampelbachs in die Dorfen beidseits der Staatsstraße 2082 auf der Gemarkung Niederneuching. Er wird dem Gemeindeteil Niederneuching zugerechnet und liegt westlich vom Kirchdorf Niederneuching.
Auf einer topografischen Karte erscheint der Name erstmals in der Ausgabe von 1972.